# Niels Otto Raasted
Niels Otto Raasted, född 26 november 1888 i Köpenhamn, död 31 december 1966, var dansk organist.
Raasted studerade vid Det Kongelige Danske Musikkonservatorium i Köpenhamn 1909–12 (lärare Albert Orth och Otto Malling), Leipzigs musikkonservatorium 1913–14 (lärare Karl Straube och Max Reger). Han var organist vid Vor Frue Kirke i Odense 1915–24 och därefter domorganist vid Vor Frue Kirke i Köpenhamn. Han tilldelades Anckerska legatet 1928.
Raasted stiftade kammarmusikföreningen i Odense 1915 och var styrelseledamot i Odense Musikforening och Dansk Organist- og Kantorforening. Han genomförde talrika konsertresor i Danmark och i Tyskland samt månatliga frikonserter i Vor Frue Kirke i Odense under åtta år. 
Raasteds kompositioner omfattar två ouvertyrer och en symfoni för orkester, fyra kantater för soli, kör och orkester, däribland en reformationskantat, flera orgelkompositioner tre Davidspsalmer för soli, kör och orkester, en mässa samt flera motetter för kör a cappella, tre stråkkvartetter och en stråktrio, tre solosonater för violin, en sonat för piano och violin, variationer och fuga för två pianon (över ett tema av Dietrich Buxtehude), serenad för blåsare och stråkar, sonatin för oboe och piano. Dessutom rad pianokompositioner och sånger. 
Raasted invaldes som ledamot av Kungliga Musikaliska Akademien i Stockholm 1953.